# Mourad Laachraoui
Mourad Laachraoui (* 31. März 1995 in Belgien) ist ein belgischer Taekwondoin.

## Erfolge
Laachraoui begann früh mit dem Training von Karate. Als der Club, in dem er trainierte, bankrottging, wechselte auf Initiative seines Vaters in den Club eines Freundes, der allerdings kein Karate, sondern Taekwondo anbot. Mit 16 Jahren wechselte er zum Brussels Taekwondo Team und trainierte dort gemeinsam mit Si Mohamed Ketbi und Jaouad Achab.
Seit 2013 nimmt Laachraoui an internationalen Taekwondo-Wettkämpfen der Senioren teil. Zu seinen Erfolgen gehören Siege bei den Israel Open (2015), Fujairah Open (2015, 2016), US Open (2015), Alexandria Open (2015) und Luxor Open (2016).
2015 gewann Laachraoui die Silbermedaille der Sommer-Universiade in Gwangju in der Gewichtsklasse bis 54 kg. Im Finale unterlag er dem Iraner Armin Hadipour Seighalani. 2016 wurde er Europameister in der Klasse bis 54 kg, als er in Montreux im Finale den Spanier Jesus Tortosa besiegte. Dadurch qualifizierte er sich für dich Olympischen Sommerspiele 2016, in der die Klasse bis 54 kg jedoch nicht vertreten ist. Er ist als Ersatzkämpfer nominiert und als Sparringspartner für die drei anderen nominierten belgischen Taekwondoin Bestandteil des Olympiateams.
Im April 2016 wurde er mit 120,19 Punkten auf Rang drei der Weltrangliste seiner Gewichtsklasse geführt.

## Familie
Mourad ist der jüngere Bruder von Najim Laachraoui, einem islamistischen Terroristen, der sich bei den Terroranschlägen in Brüssel am 22. März 2016 als Selbstmordattentäter in die Luft sprengte und auch mit den Terroranschlägen am 13. November 2015 in Paris als Bombenkonstrukteur in Verbindung gebracht wird. Mourad Laachraoui verurteilte die Taten seines Bruders und sprach allen Opfern sein Mitgefühl aus. Die Familie hatte seit 2013 keinen Kontakt mehr zu Najim.